# Palačov
Palačov (německy Palzendorf) je vesnice, část obce Starý Jičín v okrese Nový Jičín. Nachází se asi 4,5 km na jihozápad od Starého Jičína. V roce 2009 zde bylo evidováno 93 adres. V roce 2022 zde trvale žilo 228 obyvatel.
Palačov je také název katastrálního území o rozloze 4,13 km2.

## Geografie
Území obce Palačova, leží při západní hranici okresu Nový Jičín a přímo hraničí s Olomouckým a Zlínským krajem. Stejnojmenné katastrální území o rozloze 4,13 km2 je téměř celé vyplněno pahorkem Pahrbkem, vysokým 343 m n. m., který přechází na severozápadě v pahorek Stráž (365 m n. m.) na východě v Janovský kopec (380 m n. m.), jenž přechází na jihu v Petřkovická horu (608 m n. m.).
Geologicky prozkoumal území Palačova prof. Josef Klvaňa který napsal v roce 1886: „Čedič melilitový od Palačova při Starém Jičíně“, a v r. 1897 „Natrolith und Analcim von Palzendorf bei Neutitschein und das Gestein, in dem beide vorkommen.“
Obec leží v povodí dvou potoků – Mřenky a Jasenky. Potok Mřenka, který pramení na úpatí Petřkovické hory, má dva prameny jeden z pramenů je v nadmořské výšce 500 metrů a druhý v nadmořské výšce 450 metrů. Potok protéká severní částí Palačova, obrací se jižním směrem k Porubě, kde se historicky dělil na Starý potok a Nový potok (mlýnskou strouhu). U západního okraje Palačova je přítokem Mřenky potok Jasenka, který pramení severně od osady Janovice, v prostoru mezi osadou a dálnicí vedoucí z Hranic do Nového Jičína. Jasenka pramení v nadmořské výšce 340 metrů. Tok potoka směřuje na západ, obtéká Pahrbek ze severu, podtéká silnici spojující Palačov se Starojickou Lhotou a u západního okraje obce Palačov (za fotbalovým hřištěm) ústí do říčky Mřenka, která později ústí u Hustopeč nad Bečvou do řeky Bečvy a tvoří tak její pravý přítok. Celé území obce Palačova náleží k poříčí řeky Bečvy.

## Název
Palačov patří mezi osady, které vznikly vnitřní slovanskou kolonizací pohraničního hvozdu ve 13. a 14. století. Ukazuje na to především jméno, které se v českých pramenných textech objevuje od r. 1497 ve formě Palačov, r. 1793 a 1798 též Palcžov, v německých v r. 1603 jako Pallackow, 1676–1809 Paltschendorf, 1798–1945 Palzendorf, 1807 Patschendorf, Patzendorf, 1850 Paltzendorf, 1854 Plotzendorf v latinském textu 1693 na Vischerově mapě, kdy je obec poprvé zachycena kartograficky, ve tvaru Pausdorf.
Jméno zakončená na -ov jsou possessiva (přivlastňovací) a dokládají, že původním majitelem, event. zakladatelem, dvora nebo vsi byl nějaký Paleč či Palač, a že snad obec byla původně drobných manským nebo vladyckým statečkem.
Místní jméno bylo odvozeno od osobního jména Palač (v jehož základu je pala – „hlava, palice“; jméno tedy bylo přezdívkou člověka s velkou hlavou) a znamenalo „Palačův majetek“. Německé jméno (od 17. století Paltschendorf, od 19. století Palzendorf) vzniklo z českého.

## Historie
První historická zpráva o vesnici se vyskytuje v latinsky psaném prameni, podle níž Vok z Kravař, pán na Starém Jičíně, zapsal a dal vložit do desek v r. 1378 50 hřiven věna na vesnici „Palczov„ Kateřině, ženě Jana z Pržna.
Obec vždy patřila k starojickému panství – panům z Kravař, pánům z Boskovic, od roku 1500 pánům ze Žerotína, po bitvě na Bílé hoře baronu Hofmann von Grünbüchel, od roku 1706 baronu Zeno zum Danhaus a od roku 1772 šlechtickému rodu Seilern-Aspang.

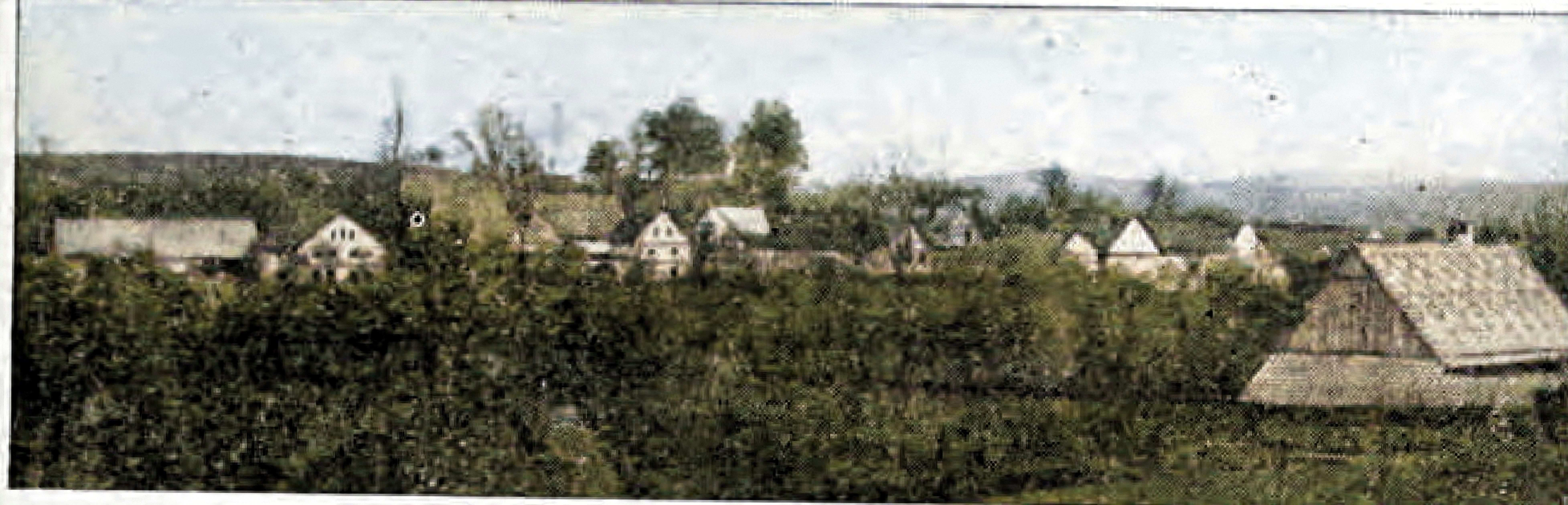
Palačov – historický pohled na vesnici

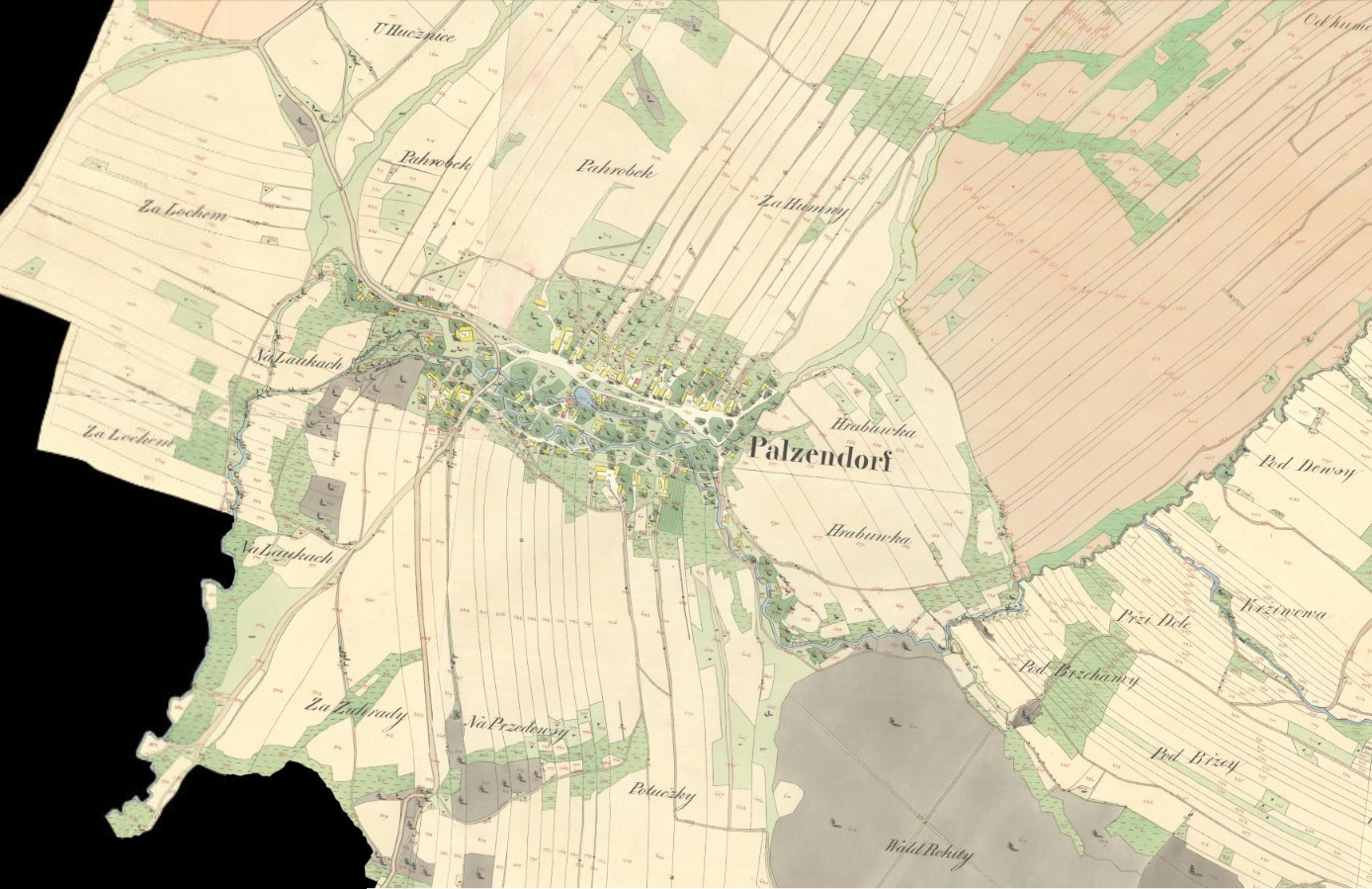
Palačov na Císařském otisku mapy Stabilního katastru, mapováno 1834, tisk 1836

Protože se potok Mřenka rozvodňoval a tvořil na úpatí Pahrbku bahnitou dolinu, nebyla nejstarší obce, tzv. Selská strana založena při potoku, nýbrž poněkud výše na jihozápadní stráni Pahrbku, kde tvořila krátkou jednostrannou řadovou ves. Bylo tu postaveno v řadě 12 dřevěných usedlostí. Grunty byly tzv. franského typu s štíty obrácenými k cestě a s čtyřúhelníkovými uzavřenými dvory. Mezi gruntem a výminkem byly vpředu vrata s brankou, vzadu stodola (humno). Za humny byly rovnoběžné lány polí, které sahaly až téměř k hranici katastru, tato pole podle záhumenní polohy se nazývaly záhumenicemi. Každý rolník měl ze dvora vlastní cestu na svá pole. Bokem k Selské straně byly dvě usedlosti, které neměli záhumenice, ale jejich pole byly u cest ke Starojické Lhotě a Lešné. Kromě těchto gruntu byla jedna usedlost „V kútě“, dvě zahradiny (půl-grunty) „Na předevsií a dvě „V křibi„. Nezastavěný prostředek dědiny u potoka Dolina – byl obecní. Byly tam pastviny, později ovocné zahrady, a sedláci si je rozdělili tak, že každý si od obce najal pás před svým gruntem k potoku. Když však půda na zakládání nových gruntů nestačila, vznikali ze selských synů domkáři, které starojická vrchnost usazovala na obecní Dolině. Podobné chalupnické (domkařské), podobně se budovaly i Na kopcích aj.
Zahrady u domku i gruntů zůstávali většinou obecními až do zrušení obecního statku r. 1919. Obec měla tehdy 6 ha 23 a zahrad.
Poddaní museli vykonávat roboty. Ty se v 17. století konaly tak, že každý rolník měl vyměřeno meslo (kus) pole, které musel řádně a včas po všech stránkách obdělat. To bylo pro poddané výhodnější, avšak v prvé polovině 18. století byla přeměněna robota pro 14 sedláků na 3 dny čtyřspřežím s 1 osobu týdně a 3 sedlákům na 3 dny trojspřežím. S takovou jim už mnoho času na obdělávání vlastní půdy nezbylo. Zahradníci robotovali celý týden 1 osobou pěšky, chalupníci 2 dny v týdnu.
V r. 1775 byly patentem Marie Terezie, vydaném po velkém nevolnickém povstání v Čechách, sníženy roboty velkých a nejmenších poddaných na polovinu, a poddaní se mohli z nich snadněji vykoupit. V r. 1848 byla zrušena robota a ostatní poddanské povinnosti i platy vrchnostem za peněžitou náhradu, zatímco nevolnictví bylo zrušeno již r. 1781. V letech 1848–1850 byla též odstraněna veškerá vrchnostenská práva nad poddanými a řada úkonů, které vrchnosti prováděly ve jménu státu, jako výběr daní, správu soudní atd., přešla na orgány státní. Palačov se stal součástí politického, berního i soudního okresu Nový Jičín, při kterém setrval s výjimkou okupace až doposud.
Po osvobození od poddanských povinností se hospodářské poměry v obci zlepšily, zejména vlivem chovu kravařského skotu (přes 300 kusů). Obecním majetkem bylo víc než 16 ha půdy a dům č. 56, kde byl r. 1923 umístěn chudobinec a knihovna. Přesto se stále hospodařilo za Rakouska i za první republiky se schodkem, krytým obecními přirážkami k daním.
Za starých dob neměl Palačov dobrého spojení se světem. Stará hradská cesta „Hučnica“, vedoucí ze Starého Jičína do Hustopeč nad Bečvou, míjela vesnici asi čtvrt hodiny cesty na sever. Teprve postavením císařské silnice r. 1782–1787 z Olomouce přes Starojickou Lhotu, Starý Jičín, Příbor do Bílska jevila se potřeba připojit obec lepšími cestami k této silnici. Dekretem z 27. února 1829 bylo poddaným uloženo na panstvích, kde se silnice stavěly, konati roboty ručně i s potahem. Síť cest byla zlepšena už kolem r. 1850, ale teprve r. 1925 byly vybudována přímá cesta na Janovice a Jičinu.
Za Rakouska spravovalo obec devítičlenné zastupitelstvo volené ve 3 sborech, za prvé republiky zastupitelstvo dvanáctičlenné volené na základě všeobecného rovného tajného hlasovacího práva. Nejsilnějšími politickými stranami byly strana agrární (zdejším rodákem byl agrární poslanec MVDr. Antonín Váhala) a lidová (1922). Spolkový život se zde rozvíjel od r. 1910 (požárníci, skladiště vybudováno r. 1917), r. 1913 Národní jednota aj. Působila zde též desítky let proslulá kapela.
Za prvé světové války padlo 6 zdejších rodáků .V období po první světové válce byla provedena řada užitečných změn pro vybavení obce. V r. 1920 byla obec přidělena poštou ze Starého Jičína do bližší Lešné. V letech 1920–1924 byla provedena meliorace pozemků a v r. 1931 částečná kanalizace, v r. 1932 elektrifikace, v letech 1938–1940 byl zregulován potok Mřenka nákladem půl miliónu korun. V roce1939 byl do obce zaveden telefon a v roce 1941 bylo vybudováno koupaliště s příslušenstvím (kabiny), které bylo otevřeno v srpnu téhož roku.
Násilná německá okupace postihla 10. října 1938 také ryze českou obec Palačov, jež se měla stát součástí tzv. Sudet. Obyvatelstvo Palačova přijalo tuto událost s velkým zklamáním a zjevným odporem, neboť hranice dosud svobodné republiky ležela nedaleko za katastrem obce, před rozcestím do Lešné a Poruby. Tento stav trval od 10. října do 24. listopadu 1938, kdy Němci ustoupili do Starojické Lhoty k říšské silnici a silnici a Palačov byl do 15. července 1945 připojen k valašskomeziříčskému okresu. Protože Palačov patřil k farnosti starojické a Starý Jičín zůstal v německém záboru, byl Palačov přifařen po dobu okupace do Hustopeč nad Bečvou.
Okupace ČSR 15. března 1939 a vyhlášení tzv. Protektorátu Čechy a Morava byly přijaty palačovskými občany s velkým zklamáním a rozhořčením. Znovu začaly doléhat i na Palačov důsledky německé okupace a protektorátních poměrů — potlačení demokratických a občanských práv, povinné dodávky zemědělských výrobků, posílání občanů na nucené práce, policejní šikanování a fašistický teror, který vyvrcholil v době tzv. heydrichiády v r. 1942. Za protifašistickou činnost byl popraven v r. 1942 palačovský rodák JUDr. František Váhala, bývalý český advokát a kulturní pracovník ve Vídni. V koncentračním táboře zahynul také občan Alois Škarka. Válečné události se obce dotkly jen nepřímo, když se na trati Vyskočilka v prosinci r. 1944 zřítilo americké bombardovací letadlo, v jehož troskách zahynuli čtyři členové posádky. Byli pohřbeni na místě havárie, kde jim byl r. 1946 občany odhalen pomník. Jejich ostatky však byly později exhumovány a převezeny na vojenský hřbitov do Francie.
Palačov byl osvobozen bez boje a bez válečných škod a ztrát na životech 7. května 1945, kdy v ranních hodinách vstoupili do obce sovětští vojáci nadšeně vítání vděčnými občany.
Správy obce se ujal nově ustanovený národní výbor, jehož prvním přednostou byl zvolen Antonín Heralt. V poměrně krátké době se opět rozvinul politický, spolkový a kulturní život. Ve volbách do Ústavodárného národního shromáždění v r. 1946 zvítězila v obci Československá lidová strana, která zde byla tradičně nejsilnější. Předsedou MNV byl v r. 1946 zvolen Josef Štramberský.
Do života a dalšího vývoje obce zasáhly politické události Vítězného února 1948. Byl ustanoven akční výbor Národní fronty a dne 30. dubna r. 1948 vzniká vesnická organizace KSČ, která v dalším období ve spolupráci s organizacemi a složkami Národní fronty stále významněji ovlivňovala život obce. Od r. 1948 byl předsedou MNV Antonín Hub. Byl zřízen místní rozhlas, hřbitov (1955) a byla provedena generální oprava kanceláře MNV, hasičské zbrojnice a školy. V obci se zdárně rozvíjela osvětová a kulturní činnost. Předsedou MNV byl r. 1957 ustanoven Ferdinand Dobeš.
V říjnu 1957 bylo v Palačově zřízeno JZD, jehož členy se s výjimkou dvou drobných zemědělců stali všichni rolníci. JZD v Palačově se brzy zařadilo mezi dobře prosperující družstva v okrese a řadu let soustřeďovalo své úsilí na budování hospodářských objektů a zařízení. Předsedou MNV byl v r. 1960 zvolen František Štramberský. Na počest 15. výročí osvobození obce byla v r. 1960 v obci odhalena pamětní deska sovětským osvoboditelům.
V letech 1960–1965 byla v rámci další výstavby zřízena v obci mateřská škola pro 25 dětí (která fungovala do 70. let 20. století.), byl opraven sál, vystavěna autobusová garáž , část obecní kanalizace a byl zřízen park 20. výročí osvobození. V r. 1972 byla přestavěna požární zbrojnice, byla v ní zřízena kancelář MNV a klubovna SSM. V l. 1973–1974 občasné vybudovali víceúčelovou vodní nádrž se sportovištěm. V roce 1973 došlo k integraci JZD Palačov k nově ustavenému ekonomickému celku JZD Starojicko se sídlem v Loučce u Nového Jičína. Ve volbách r. 1976 byl zvolen nový MNV v čele s Antonínem Heraltem.
Počátkem roku 1979 byl Palačov začleněn do Starého Jičína.

## Fojtství
Instituce fojta a konšelů i sídelní typ vsi ukazují na to, že byla založena na purkrechtním (zákupním) právu, tedy že rolníci drželi své usedlosti v dědičném nájmu. Fojt měl odedávna jeden ze dvou mlýnků v Dolině a právo výčepu, musel však od r. 1539 přestat odebírat pivo z Nového Jičína a začal ho odebírat z Hustopečí a pak z nového panského pivovaru na Starém Jičíně (asi už od sklonku 16. věku). Tehdy opět slyšíme o fojtu Jiříkovi. Z jiných pramenů se připomíná r. 1537 Jan Vozataj, r. 1569–1580 fojt Jakub, jehož syn byl zabit v Lipníku Janem Dobšicem ze Splavu. Z r. 1580 pochází doklad, že jedním ze tří přísedících hrdelního práva na panství Starý Jičín byl i fojt z Palačova.
Po fojtu Hansu Sauerovi, který se psával i Jan Kyselý a sloužil jako purkrabí na Starém Jičíně, převzal grunt kolem r. 1657 Jan Pavlík. Svou usedlost s mlýnkem prodával vrchnosti, ale jednání se táhlo půl druhého roku (1664–1665). Panství zde zřídilo dvorek v němž v r. 1666 bylo jen málo nářadí a obilí Obhospodařování se dálo jen s velkými potížemi pomocí robot, které zase chyběly jinde; fojtství leželo prý na bažině a bylo zcela zpustlé ve špatném stavebním stavu. Jedině ovoce se zde v roce 1667 urodilo hojnost, a to všeho druhu. Chovaly se zde 3 klisny, 2 hřebci, 2 dojné krávy, býk, 16 volů, 4 kusy vepřového dobytka, 22 husy, 48 slepic, 3 kapouni a 19 kačen. Tehdy už zde byla zásoba kůží, vypuštěného másla, solí, sýru, vajec, lnu, příze, vlny, svíček, pavího peří, kyselého zelí, železa, prken, hřebíků, šindelů, kamení, vápna a 22 180 cihel. Bylo zde potřeba hojně čeládky, a proto chtěla vrchnost rolníkům dvorek pronajmout nebo prodat. Bývalý fojt Pavlík chtěl koupit zpět dvůr, a němž po r. 1669 není zmínky; v 1676 držel jej jako fojtství – dnešní č. 1. – o 60 jitrech pozemků a mlýnek Martin Horák. Vrchnosti zde byl vedle některých kousků luk a lesa plodový rybník pro 50 kop kapří násady, zrušený v 18. století. Hodně se vedle všech druhů obilí sela v 17. století na panském i selském v Palačově pohanka, proso, fenykl a hrách.
Obecní zastupitelstvo koncem 18. stol. a v prvé polovině 19. století sestávalo z fojta jako reprezentanta vrchnosti a současně představitele samosprávy a z 4 dalších členů volených obcí (z burmistra a 3 vyvolenců), kteří se v katastru v r. 1790 podepsali česky.

## Místopis

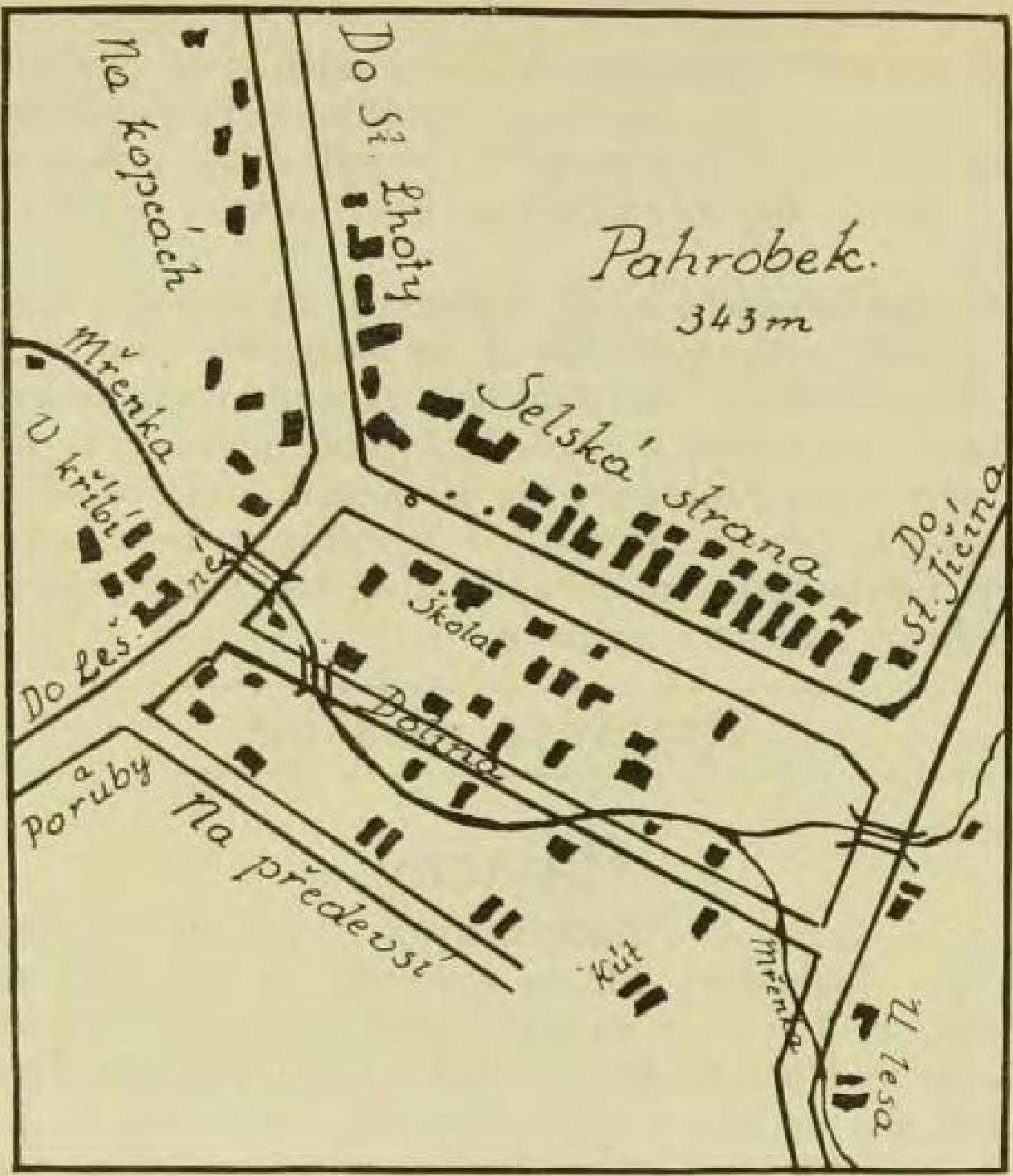
Schematický historický popis obce

Jména všech 14 hlavních tratí obce s příslušnými dílčími pomístními názvy (uvedeny v závorce):
1. Místa (Dolina, potok Mřenka, s přítokem Janovský potok)
2. U hučnice (Kout, U boří, Radlice, Pod nivkami, U horního rybníka)
3. Za potoky
4. Nad rybníkem, (U paseky)
5. Pahrbek (Štvrti, Zácestek, Kútík, U chmelišček, Přední, Prostřední a Zadní Padol, Stráž)
6. Za humny (Zábraní, Drážky, V sedlisku)
7. Podolec (Široká, Paseka)
8. Hrabůvky (Předdverčí?)
9. Rokytí (Paseky, Černý lések)
10. Potůčky (Břeh, Niva)
11. Na předevsí (Důlek, Kopanica, Bařina, Na kopaniskách)
12. Za zahradami (Podolec, Kout)
13. Na lukách (V kříku, Vrchovina, V Lužnej, Kopce)
14. Za Luchem (Čeperka, Rolica).

Názvosloví je velmi bohaté, ale všechny názvy se do dnešní doby nezachovaly, respektive není známa jejich přesná lokalizace. Naproti tomu do 20. stol. přibyla jména Háj, Hájnice, Kříbí, U kroužku a Vystrčilka.

## Palačovská Keř

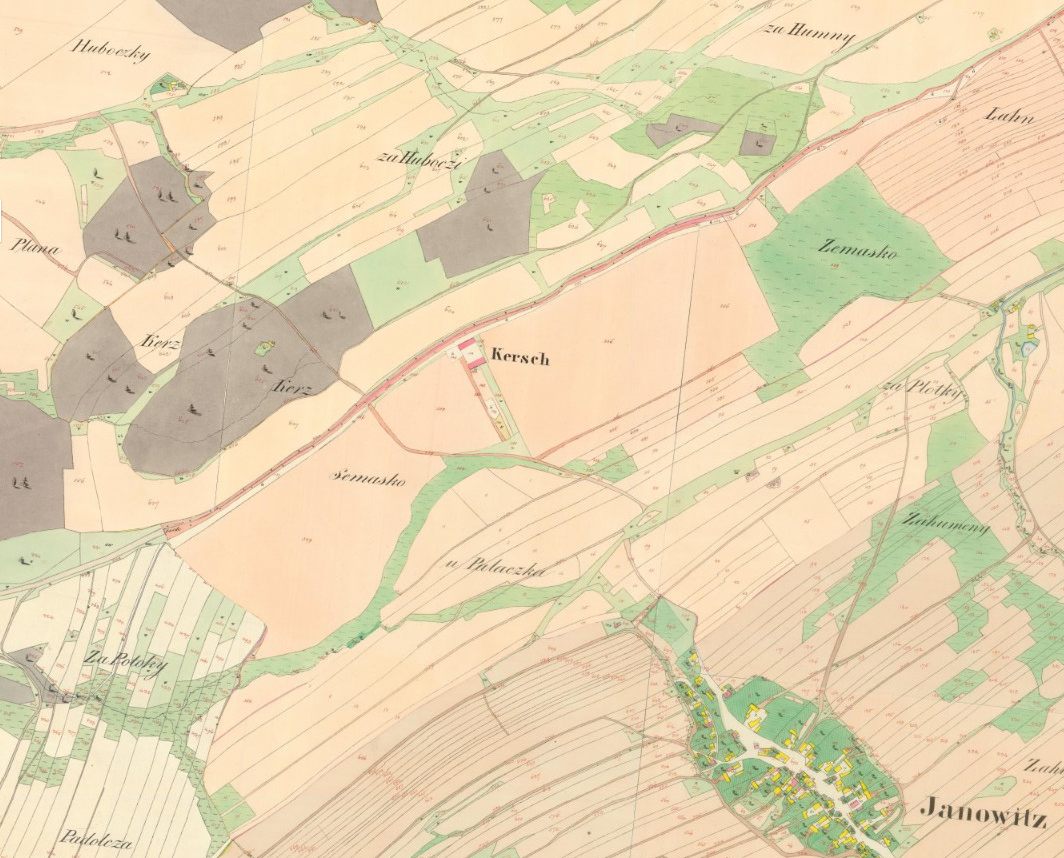
Historická mapa s polohou Palačovské Keře

Dvůr Palčovská Keř se nacházel severně od Palačova a patřil do katastru obce Starý Jičín. Po Mnichovské dohodě připadl do okresu Valašské Meziříčí. Dvůr s pozemky o rozloze 37 ha byl opuštěn a jeho pozemek rozparcelován. V současnosti je možné vidět pozůstatky dvora z rychlostní silnice spojující Hranice a Nový Jičín.

## Obyvatelstvo
Obyvatelé historicky mluvili valašským nářečím a byli většinou vysoké a štíhlé postavy. Nejstarší rody v obci byly snad rody Heraltů a Hubů. V roce 1617 usadil tyto rody na svém panství Vilém ze Žerotína, tehdejší pán Starého Jičína, kdy tyto rody dovezl ze Strážnice z Moravského Slovácka po vypálení města uherskými Bočkajovci.
V roce 1656 měla ze 24 usedlých šestina jména německého původu, r. 1676 jen dva. Malý příliv z německého území na panství Nový Jičín a Jeseník, resp. z panství Janovice u Rýmařova, který pozorujeme už počátkem 17. stol. na panství starojickém, se v Palačově trvale neuplatnil; ojedinělí příchozí z německé oblasti se ve zdejším prostředí rychle počeštili nebo se vystěhovali, takže si Palačov vždy udržel český ráz.
Dle soupisů z let 1656–1676 a 1749 až 1755 se zde vyskytovali i příjmení jako např. Slavík, Drechsler, Tanczer, Stoklas, Kremer a na fojtství Bayer, Vahala, Vahalík, Kratochvíl, Biskup, Hruška, Indruch, Štramberský, Hrachovec, Závada, Kitrich.
V roce 1673 v obci žilo 17 robotných sedláků, 1 zahradník, 5 chalupníků a obecní pastouška (Turek) Vrchnosti zde byl vedle některých kousků luk a lesa plodový rybník pro 50 kop kapří násady, zrušený v 18. století. Hodně se vedle všech druhů obilí sela v 17. století na panském i selském v Palačově pohanka, proso, fenykl a hrách.
Podle nejstarších zjistitelných údajů měla obec v letech 1667–1673 24 domů, z nichž dva byly pusté. O století později v roce 1771 žilo v obci ve 36 domech 237 obyvatel (191 dospělých a 46 dětí). Mezi obyvateli obce bylo 19 rodin sedláků. 17 rodin chalupníků a 8 podruhů. V roce 1834 měla obec 52 domů se 331 obyvatelem (149 mužů a 182 žen). V obci bylo chováno 48 krav a 42 koní.
Podle popisu z r. 1843 zde bylo 15 sedláků, 5 zahradníků, 18 chalupníků s polnostmi a 11 bez polí, škola, 2 vodní mlýny, větrný mlýn a obecní dům (pastouška). Žilo zde 150 mužů a 157 žen v 52 domech o 78 bytech. V r. 1846 se zde chovalo 50 koní (fojt za chov ušlechtilých koní dokonce dostal dvakrát cenu), 58 kusů hovězího na chov a 4 ovce, ale do r. 1849 stoupl počet hovězího dobytka na 95 kusů, ovcí na 104 a bylo zapsáno 21 chovných vepřů. Na polích se pěstovalo obilí všeho druhu, brambory a jetel. V panském lese převládaly jedle a břízy, v menší míře byly zastoupeny lípy a olše. Ves trpěla často záplavami. Bylo zde 433 jiter polí, 63 jiter luk, 16 jiter zahrad, 76 jiter pastvin a 93 jiter lesa. Chalupy byly nízké, dřevěné, nikdo však nebyl pojištěn proti ohni. Téměř všichni usedlíci uměli číst a psát.
Do roku 1869 se počet domů i obyvatel jen mírně zvýšil, v 56 domech žili 343 obyvatel, (157 mužů a 186 žen). Stejný vývojový trend se projevuje i v letech následujících, kdy při sčítání lidu v roce 1900 bylo v Palačově 60 domů s 354 obyvateli a v roce 1930 58 domů s 335 obyvateli.
V roce 1945–1946 se odstěhovalo do pohraničí 21 rodin o 80 osobách, a to do Heřmanic, Polouvsí, Vrážného a Nového Jičína.
| Vývoj počtu obyvatel Palačova |      |      |      |      |      |      |      |      |      |      |      |      |
| Rok                           | 1771 | 1791 | 1834 | 1869 | 1880 | 1890 | 1900 | 1930 | 1947 | 2001 | 2018 | 2022 |
| Počet obyvatel                | 237  | 255  | 331  | 343  | 367  | 372  | 354  | 335  | 300  | 216  | 225  | 228  |
| Počet domů                    | 36   | 48   | 52   | 56   | 59   | 62   | 60   | 59   | 65   | 79   | 97   | 99   |

## Palačovské mlýny

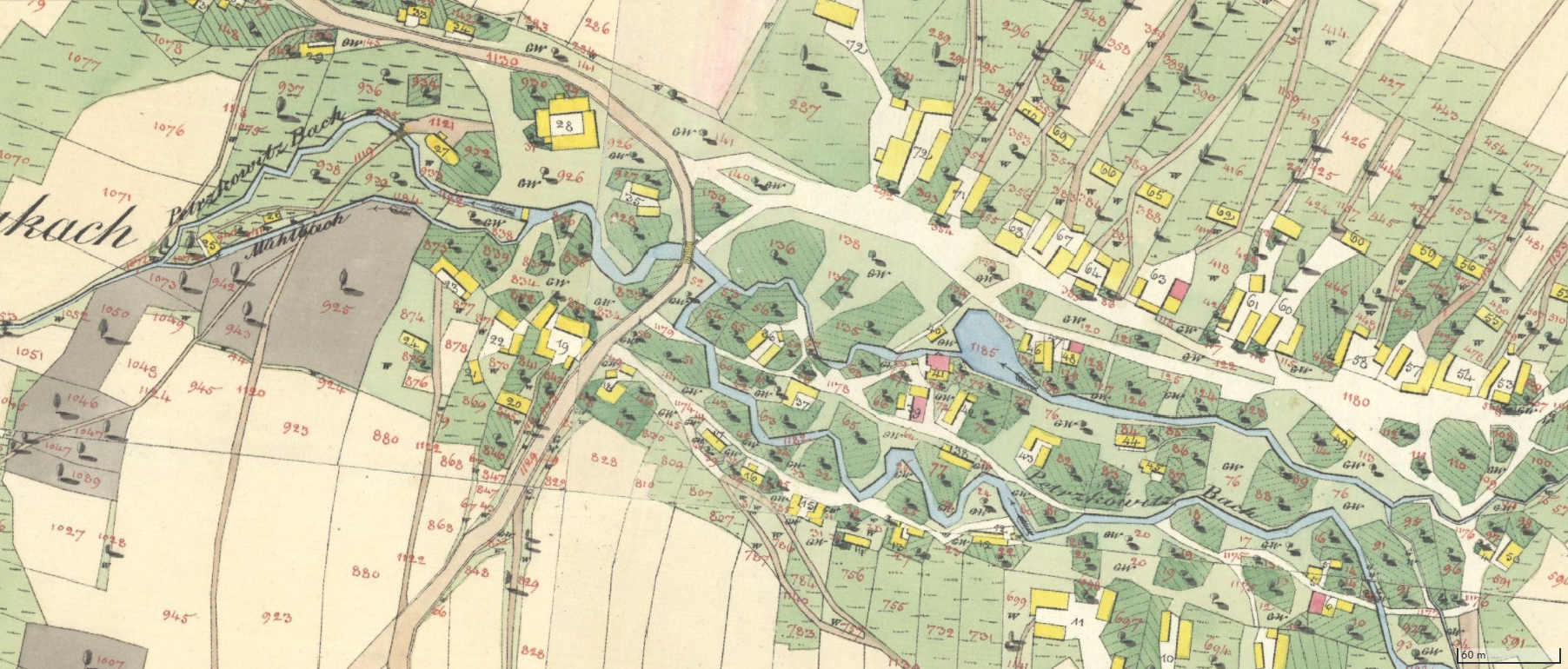
Mlýnská struha v Palačově v 19. století

V roce 1749 měli fojt Jiří Bayer a Jakub Vahala mlýny na nestálé vodě. Na Dolině klepal malý vodní mlýn, k němuž vodu přiváděla struha od jednoduchého stavu zřízeného na potoce Mřenka. Vahalův mlýn měl svůj stav níže. Potok Mřenka se při jarním tání sněhu a v létě za prudkých lijáku rozvodňoval a nadělal vždy v Palačově velké škody. V roce 1847 byla Dolina zatopena po průtrži mračen na Petřkovské hoře. Voda se náhle přivalila z lesa Rokytí a na Dolině nezůstalo jediného plotu; domy, sklepy, studny byly zaneseny blátem a jehličím z lesa. V domku číslo 6 bylo v kolébce malé dítě a kolébka plovala s dítětem po světnici. Podobná povodeň byla v r. 1896, kdy voda strhla jezy obou mlýnů.
Od té doby mlýny nemlely, mlynáři už nové stavy nepostavili a mlýny byly zrušeny. Ve mlýně na Dolině bylo všechno zaplaveno vodou, lidé utekli na půdu. Mlynářka plakala, ale její muž byl statečnější a pravil žene': „Neplač a nalej si vody do kotla v kamnech, máš to blízko!„
Na Pahrobku stával dřevěný mlýn. Když shořel, byl postaven nový z cihel. Protože byl obydlen, dostal domovní číslo 60. V roce 1910 byl zbořen, cihlu koupil Josef Bělík a postavil z ní stodolu.

## Škola

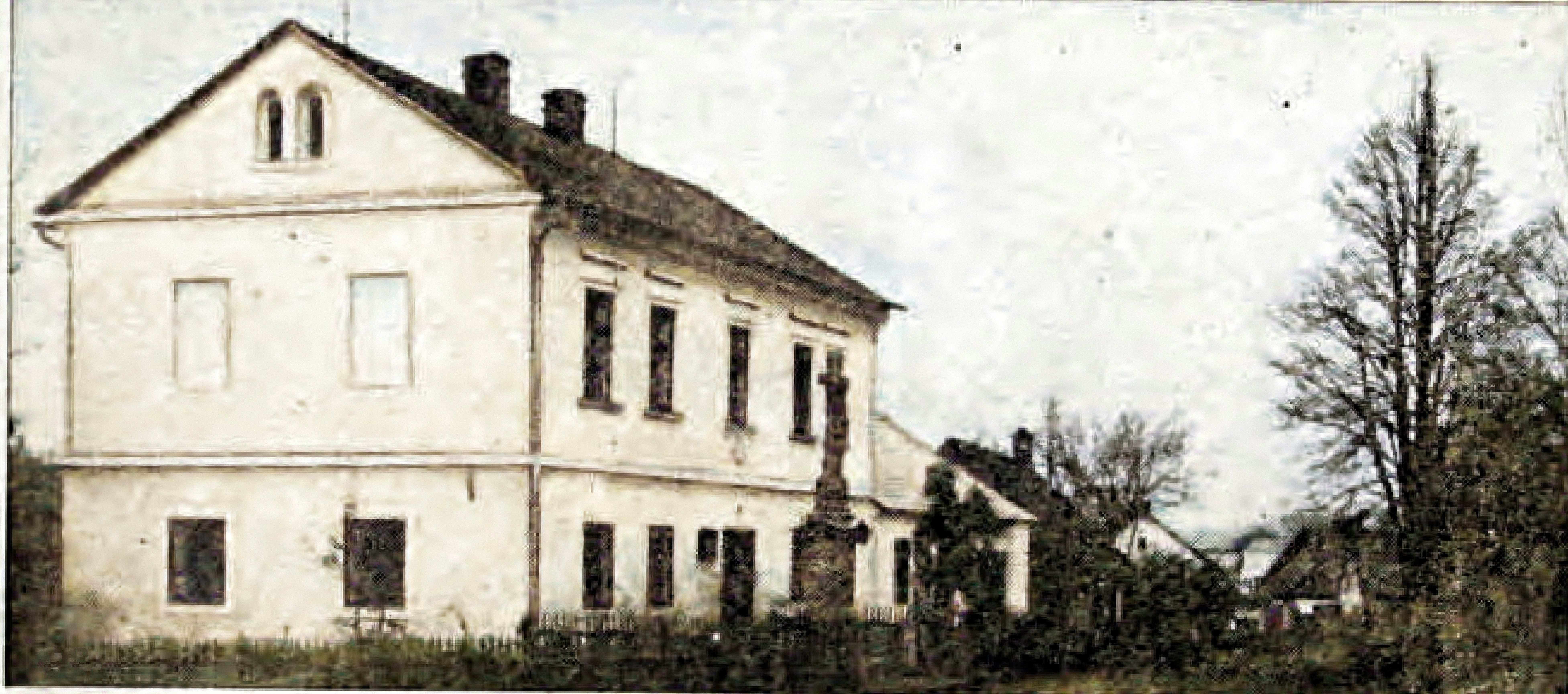
Bývalá budova školy v Palačově

Před postavením obecní školy probíhala výuka v soukromých domech lidmi nezkušenými v učitelství už od roku 1777. Až teprve v roce 1788 při prohlídce škol na Starojickém panství krajským komisařem bylo obci uloženo, aby vystavěla školu. Pro nedostatek peněz nemohla však obec výzvě vyhovět, a tak se vyučovalo v soukromých domech až do konce roku 1853. Jednotřídní škola byla postavena v roce 1853 a v roce 1875 zvýšená z přízemí na jedno patro. V horní třídě se vyučovalo, dolní třída byla do r. 1920 „modlitebnou“, v níž se konaly „májové pobožnosti„ a „modlení“ když někdo v obci zemřel.
Z nezkušených učitelů vyučovali: od r. 1778 od 1812 domkář Josef Šnajdar, od 1812 do 1856 domkář a vysloužilý voják Jan Biskup, od r. 1854–1857 domkář František Dohnal. V roce 1858 byl ustanoven první zkušený učitel František Fojtík, který tu působil až do roku 1889, tedy přes 30 let. Po něm následovali Alfons Málek 1890–1891 a Kilián Valášek od roku 1891. Při škole se nacházela žákovská i obecní knihovna.
V roce 1974 došlo v důsledku poklesu počtu žáků a potřeby modernizace vyučování byly děti z Palačova do nově vybudované základní devítileté školy ve Starém Jičíně.

## Pomníky
V obci je několik pomníků

### Památník obětem první světové války

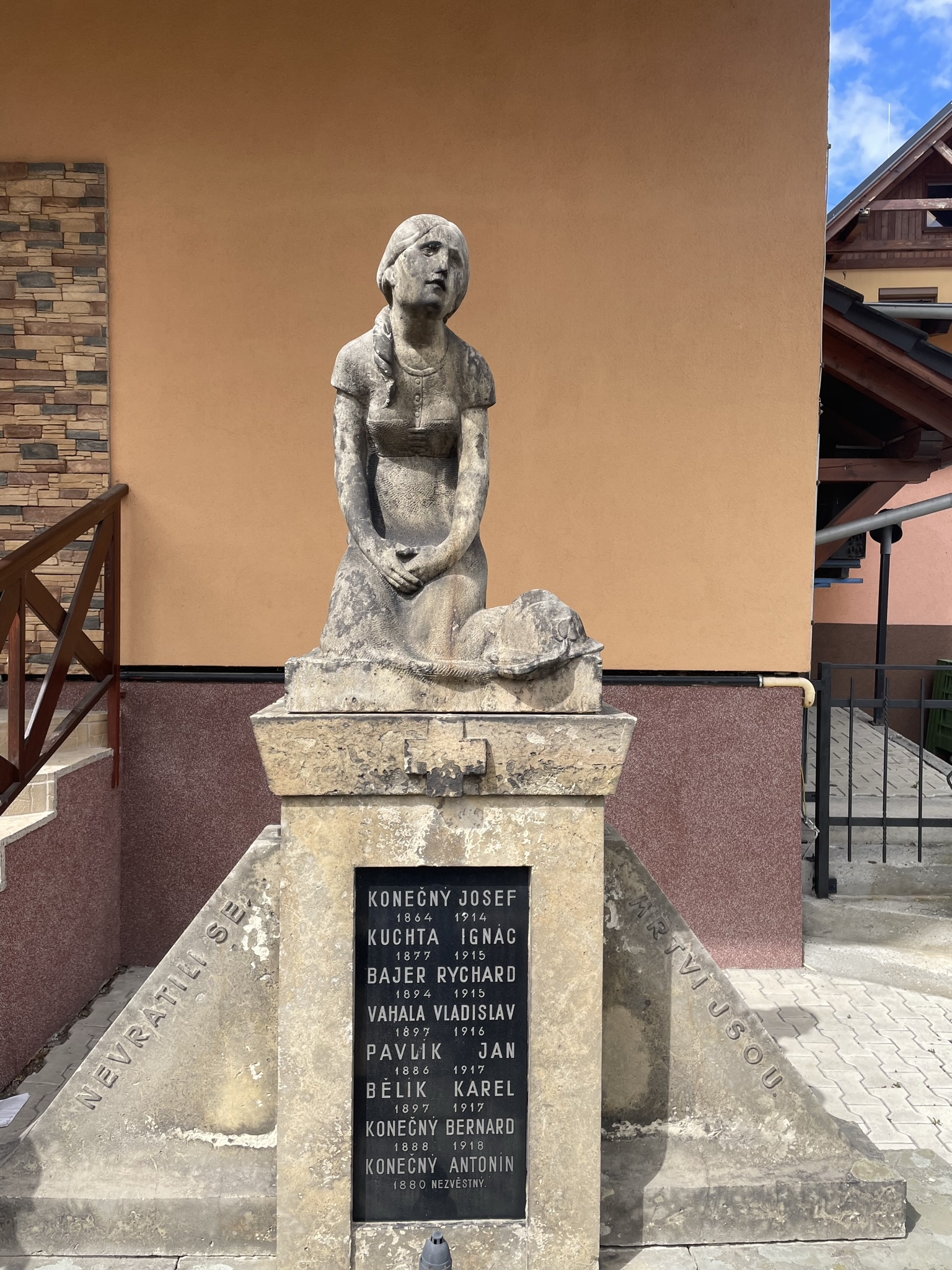
Památník obětem první světové války

Nachází se u pekárny a byl postaven v roce 1928.

### Památník osvobození

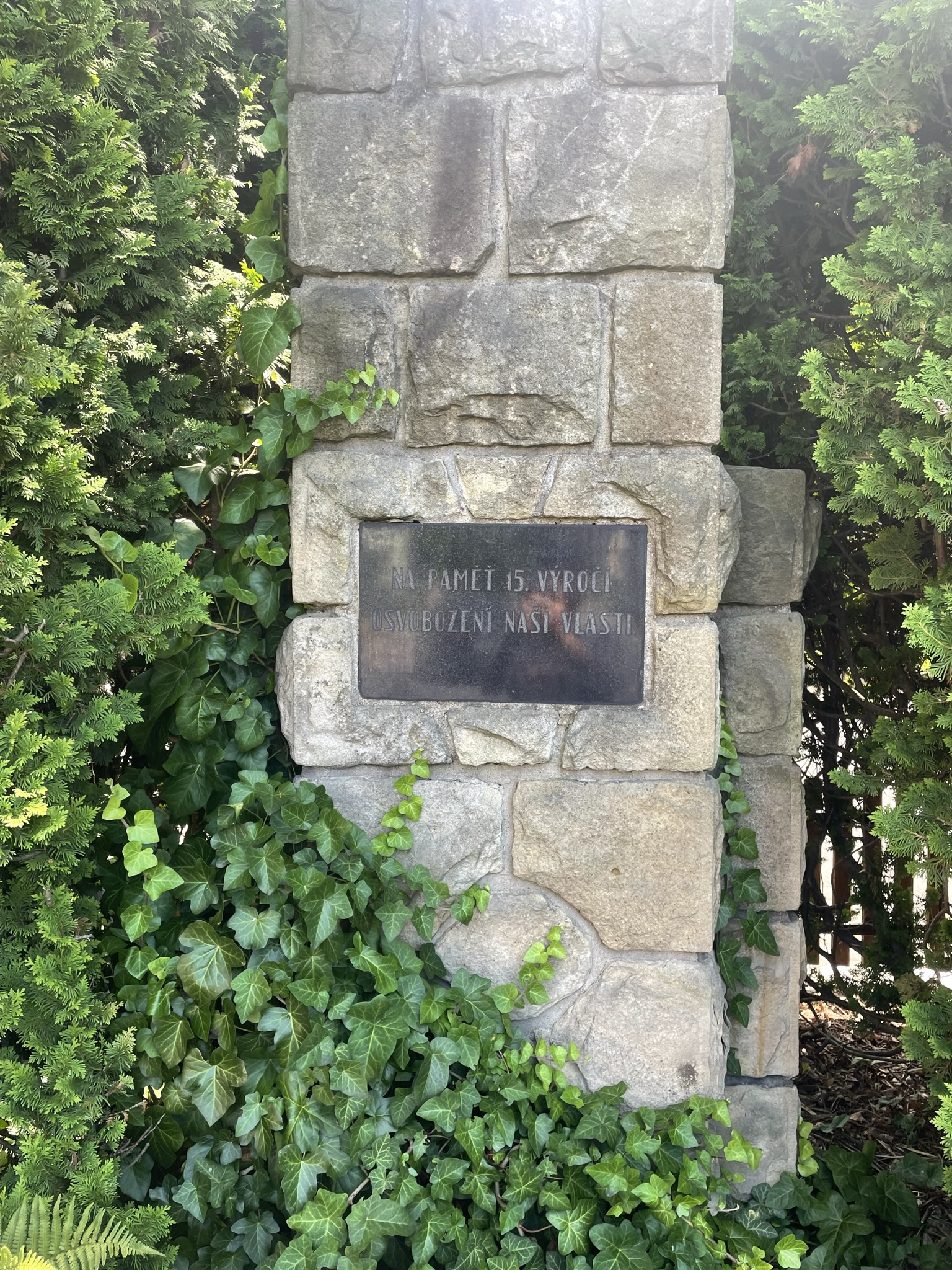
Památník 15. výročí konce druhé světové války

Na návsi je pomník z roku 1960 vystavěn k 15. výročí konce 2. světové války. 

### Památní deska
Na rodném domě JUDr. Františka Váhaly (číslo popisné 9) je umístěna pamětní deska připomínající jeho umučení.

### Památník americkým letcům
Kamenná mohyla s vrtulí je památkou na americké vojáky, posádku bombardéru B-24 Liberator, který zde byl sestřelen 17. prosince 1944. V roce 2007 byl pomník značně poškozen neznámým pachatelem, a byla také ukradena i tabulka se jmény letců. V roce 2008 byl památník obnoven.

## Rybník
Vodní plocha chovného rybníka Palačov (mimopstruhový revír) se rozprostírá nedaleko severovýchodního okraje obce. Rybník byl vybudován občany Palačova v letech 1973–1974 v malém údolí a na bezejmenném přítoku potoka Mřenka. Na březích rybníka jsou vysázeny především listnaté stromy, které slouží ke zpevnění jeho břehů. Hráz rybníka má délku 51 metrů a výšku 4 m.

## Obec v současnosti
V obci se nachází hasičská zbrojnice, náves s parkem, výletištěm a dětským hřištěm, rybník, Penzion u Horáků, Pekárna Anežka (známá zejména díky valašským frgálům), Minipivovar Paličák, truhlářství, pila, fotbalové hřiště, kaple a hřbitov.
Působí zde Spolek dobrovolných hasičů a spolek Norex, který pořádá letní pivní slavnosti.

## Významné osobnosti
- Augustín Pavel Vahala – litoměřický biskup
- MVDr. Antonín Váhala – zvěrolékař, politik a poslanec Národního shromáždění
- JUDr. František Váhala – právník, spisovatel a vlastenec, oběť nacismu. Jeho syn Rastislav patřil v letech 1948 až 1949 do skupiny obhájců generála Heliodora Píky

## Fotogalerie

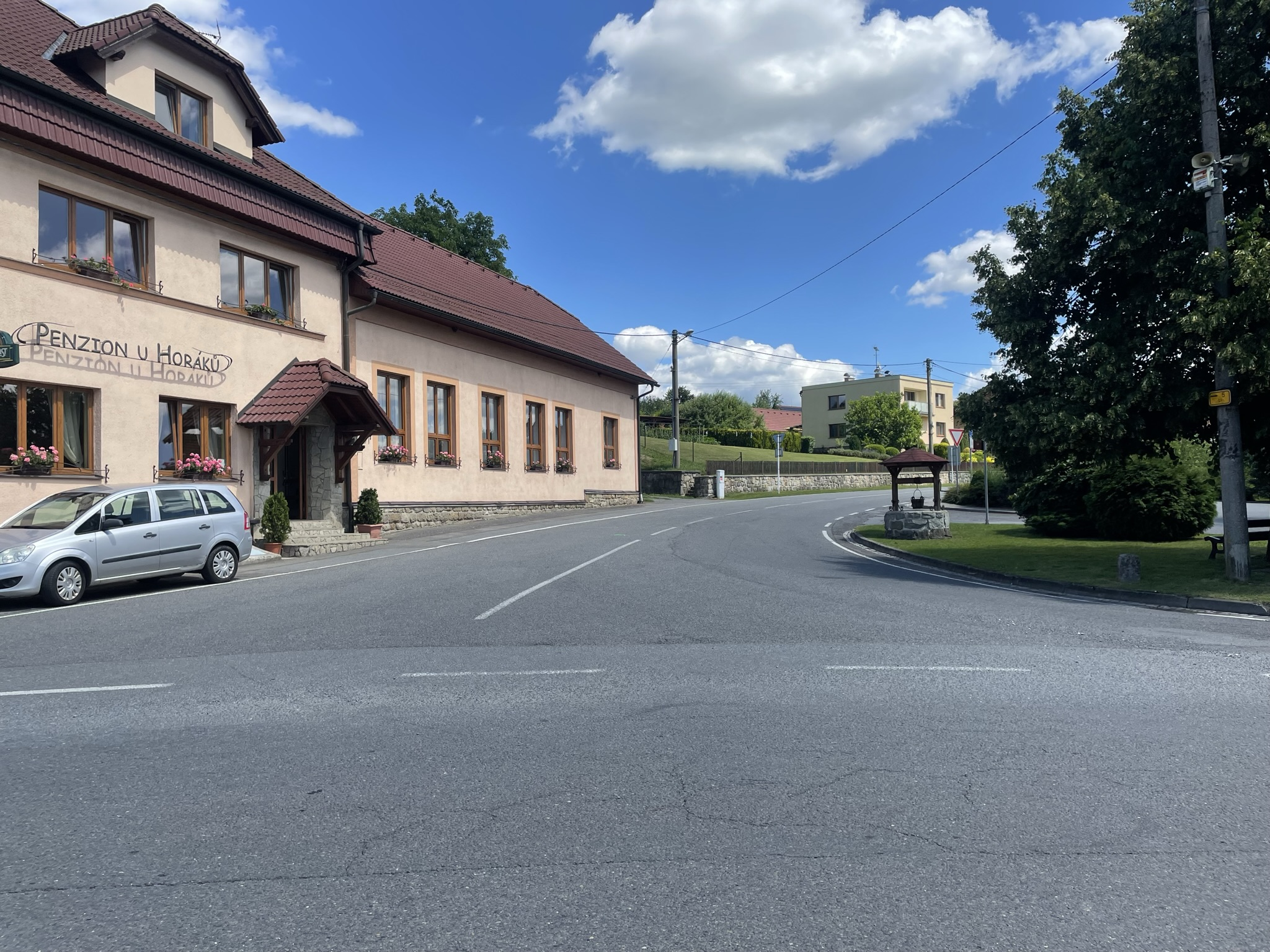
Náves
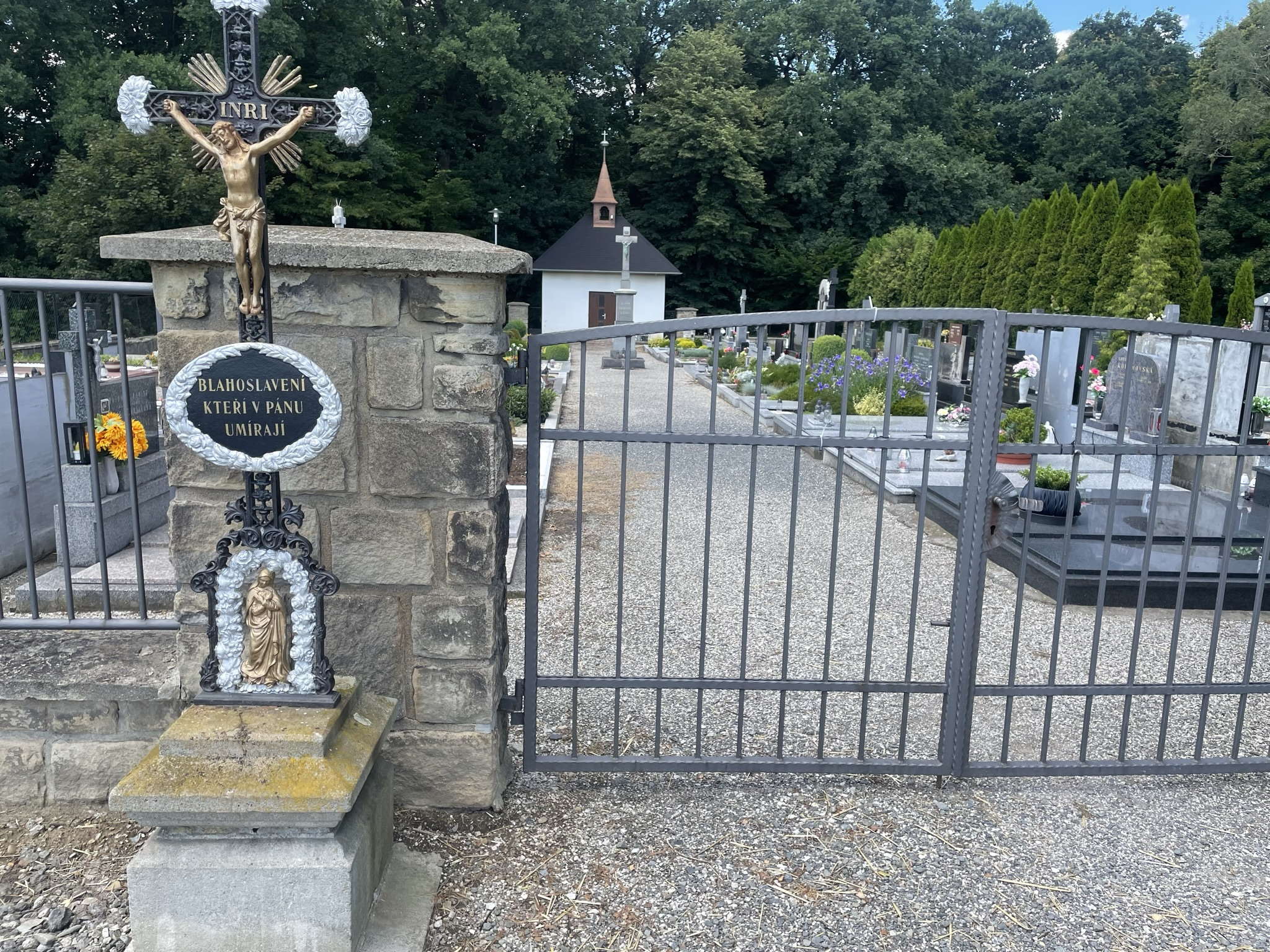
Hřbitov
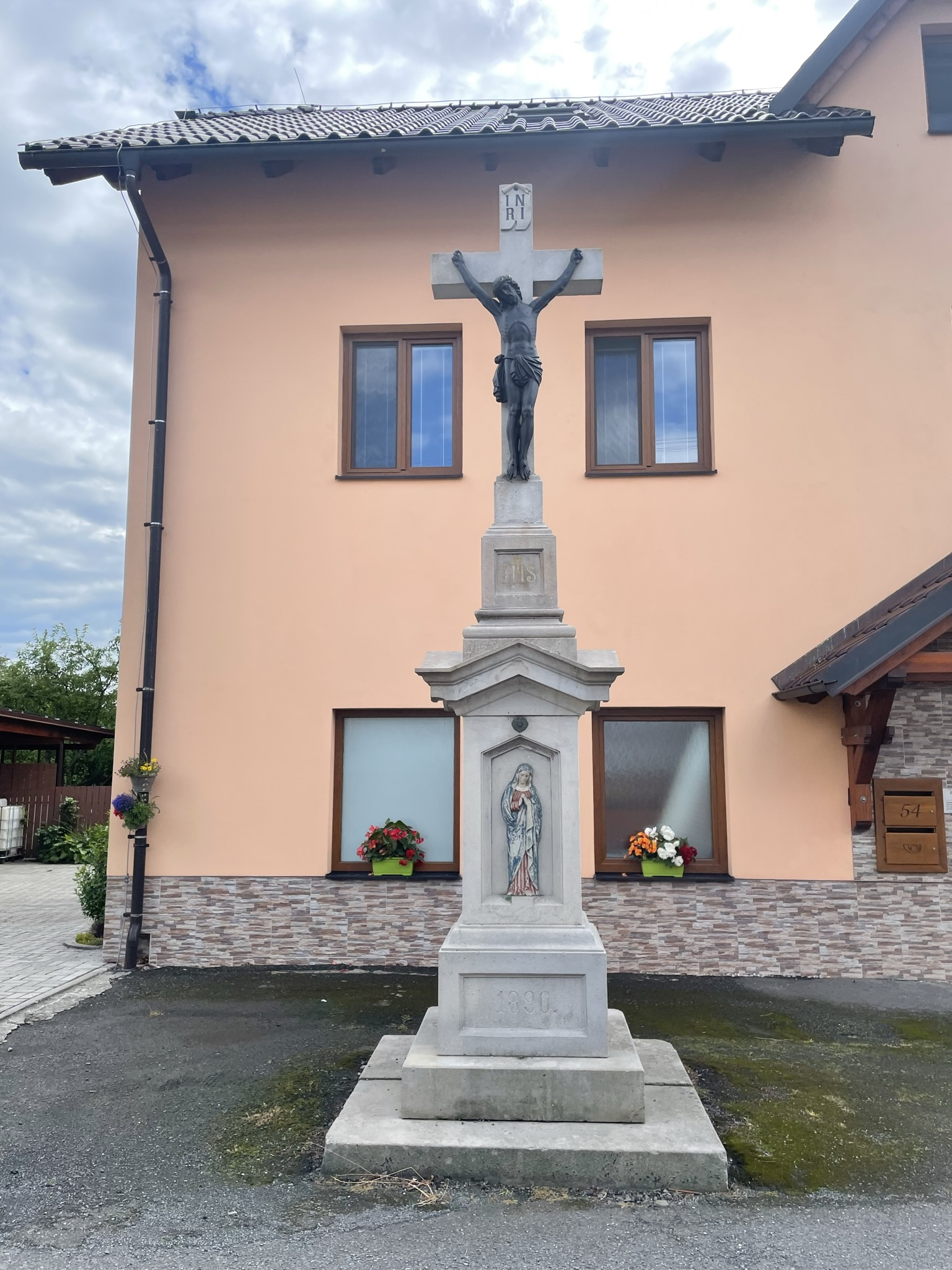
Kříž
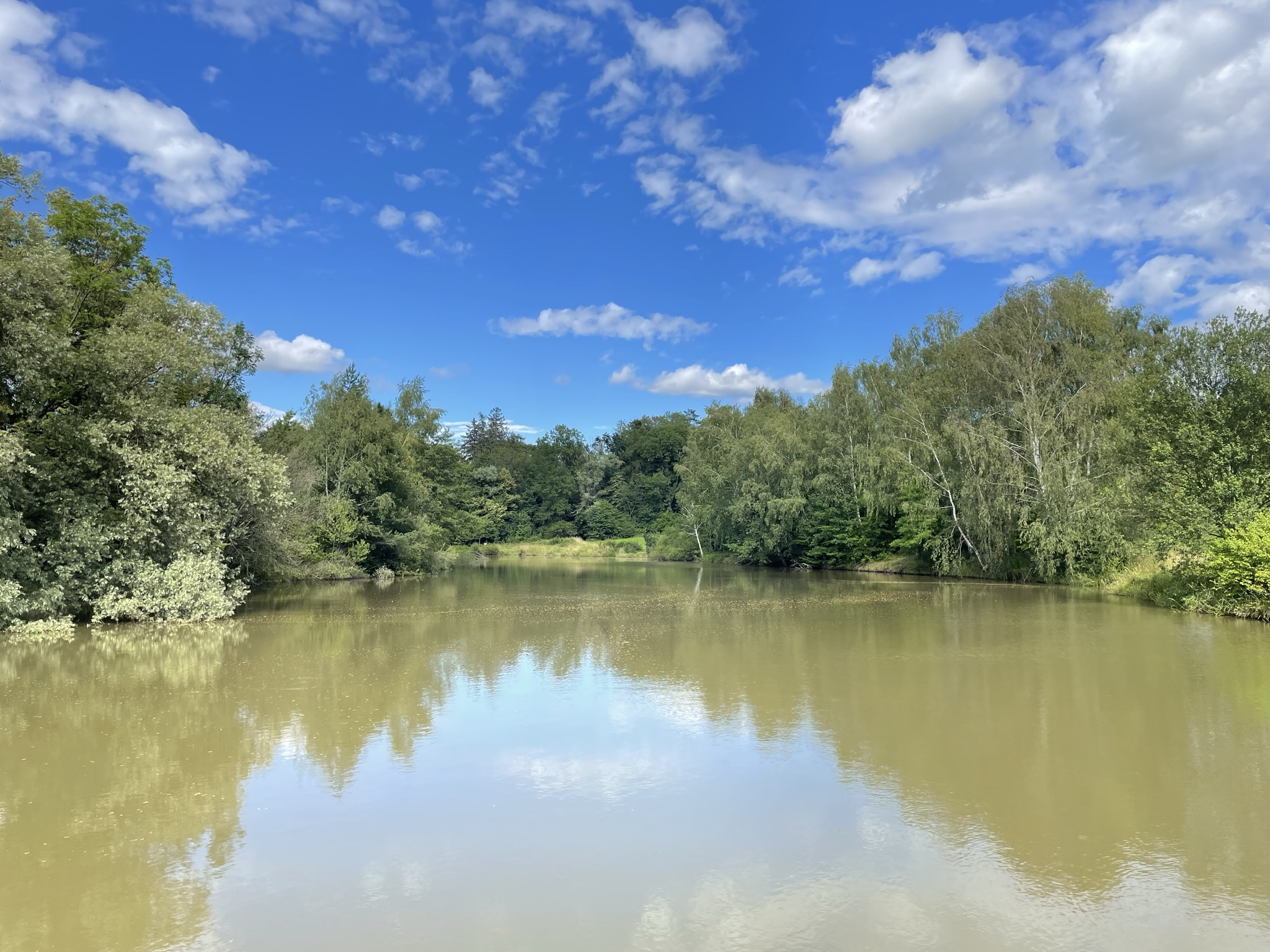
Vodní nádrž
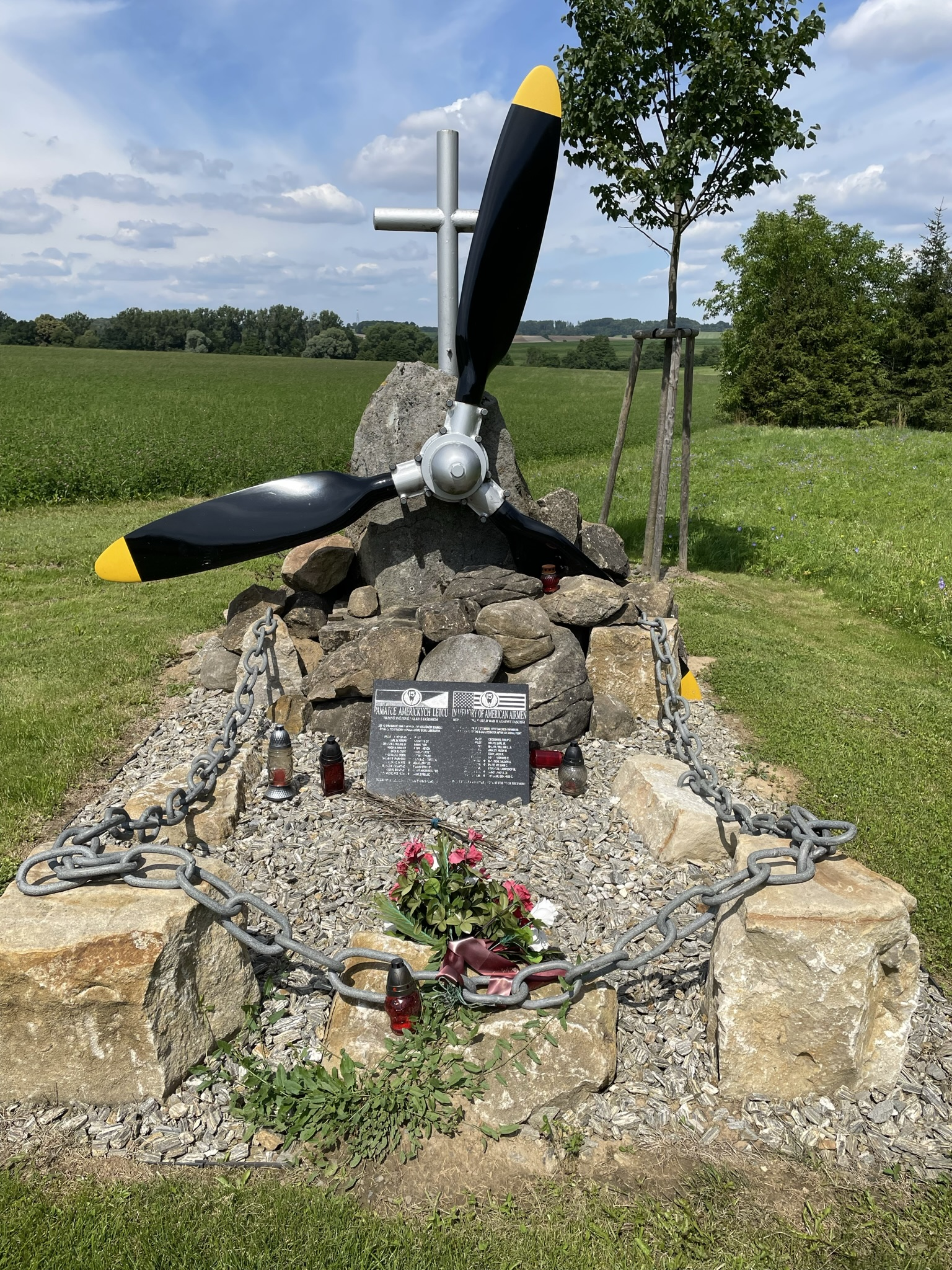
Památník americkým letcům
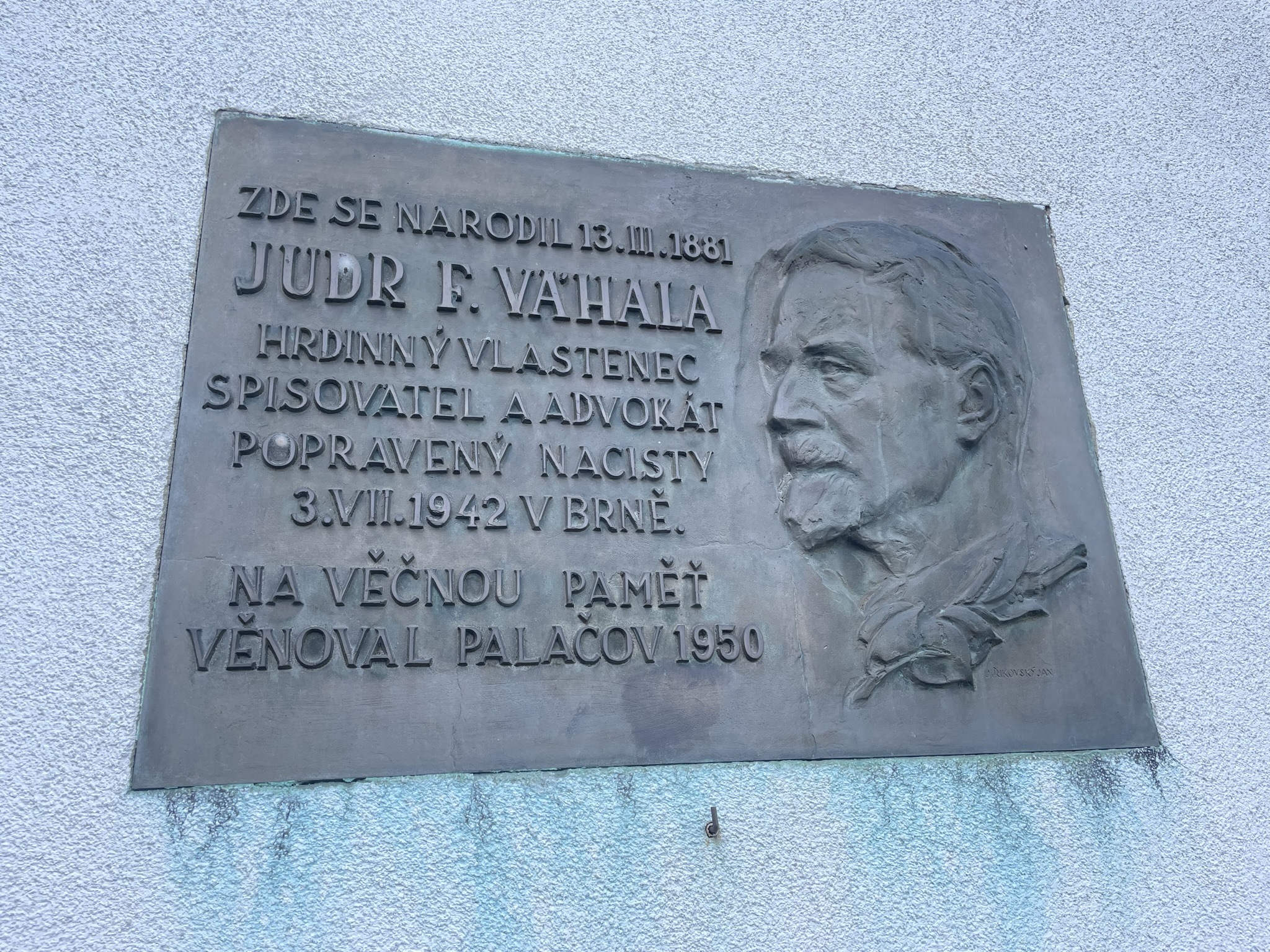
Pamětní deska JUDr. Františka Váhaly
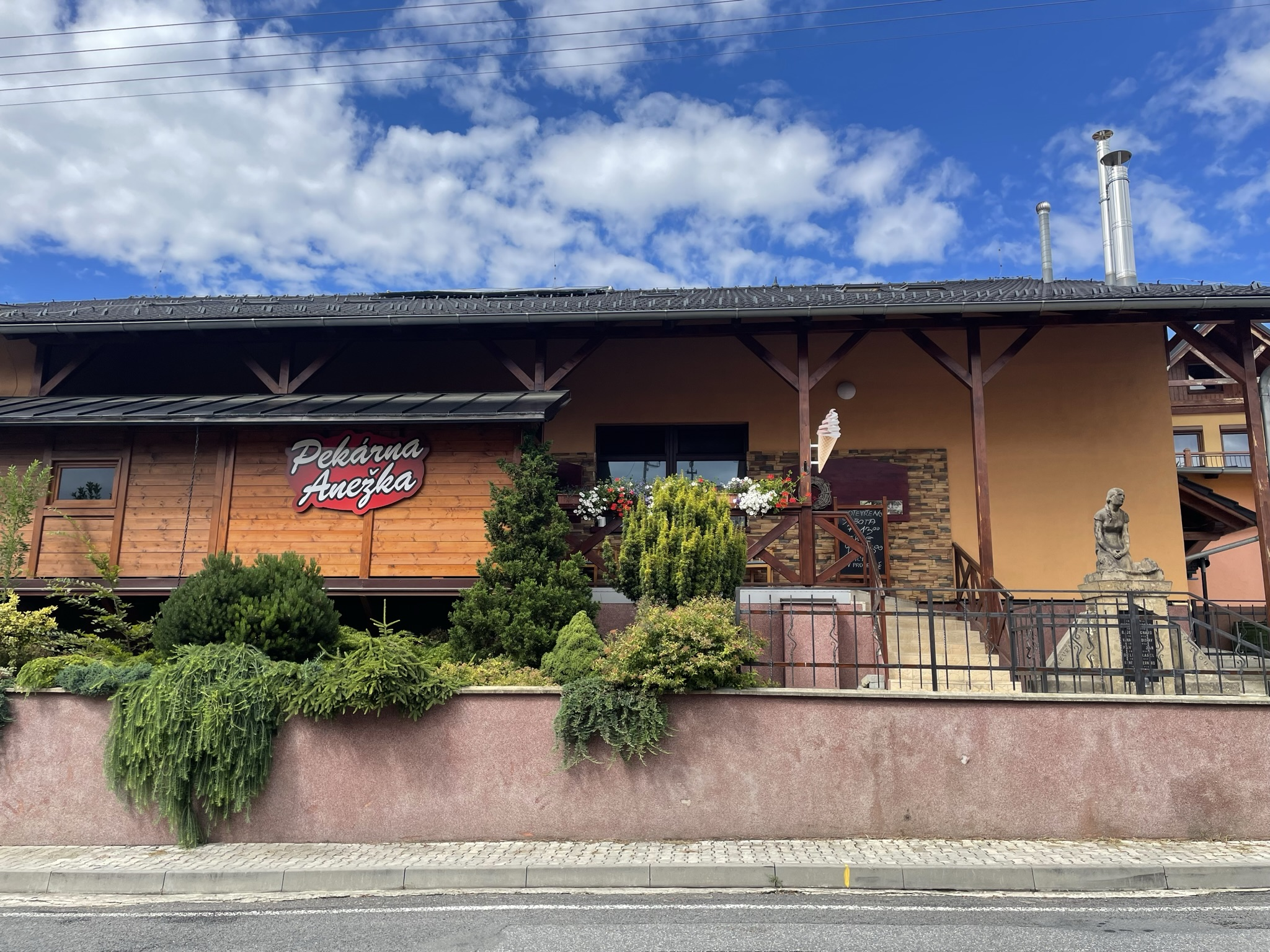
Pekárna
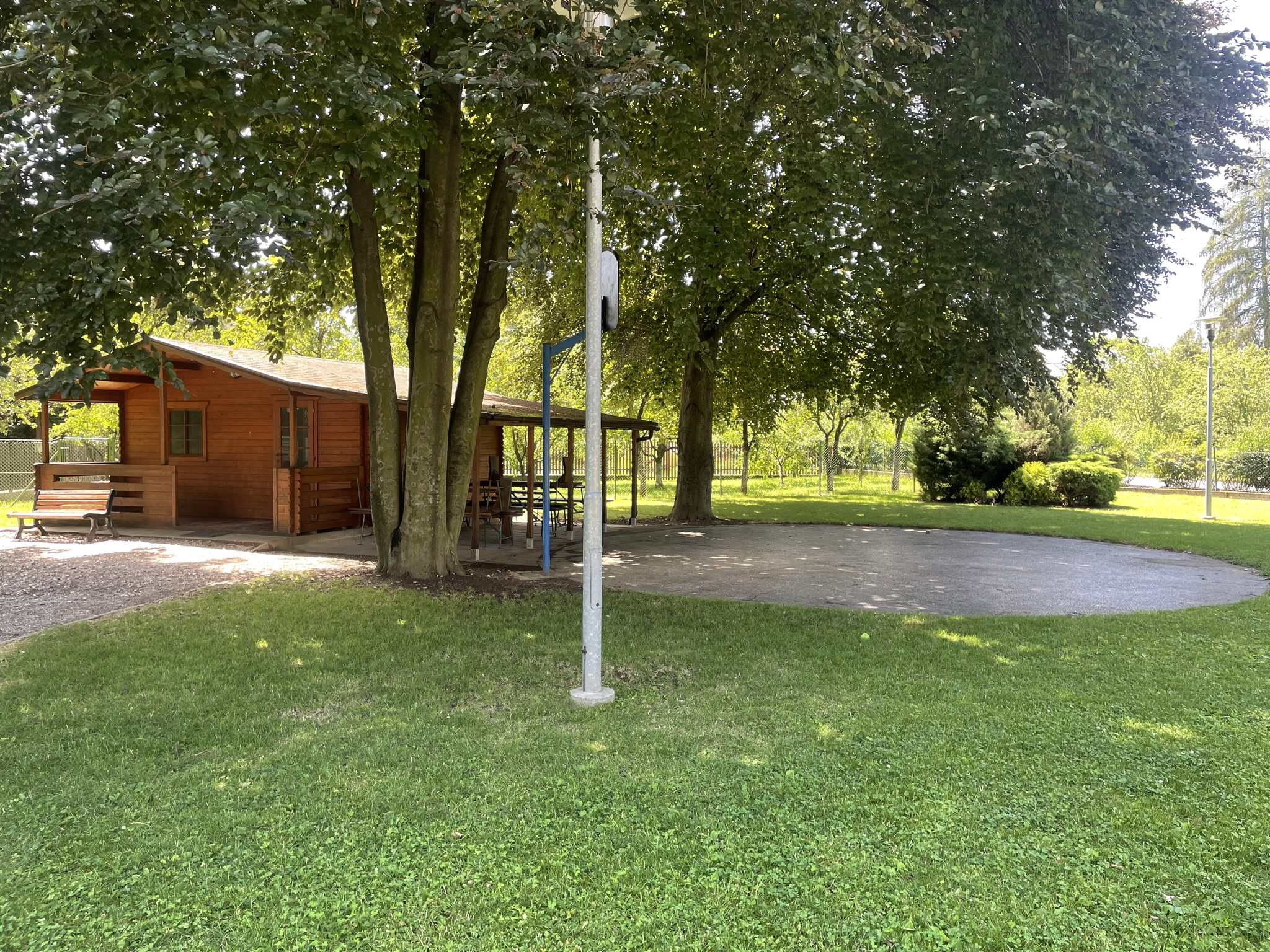
Výletiště
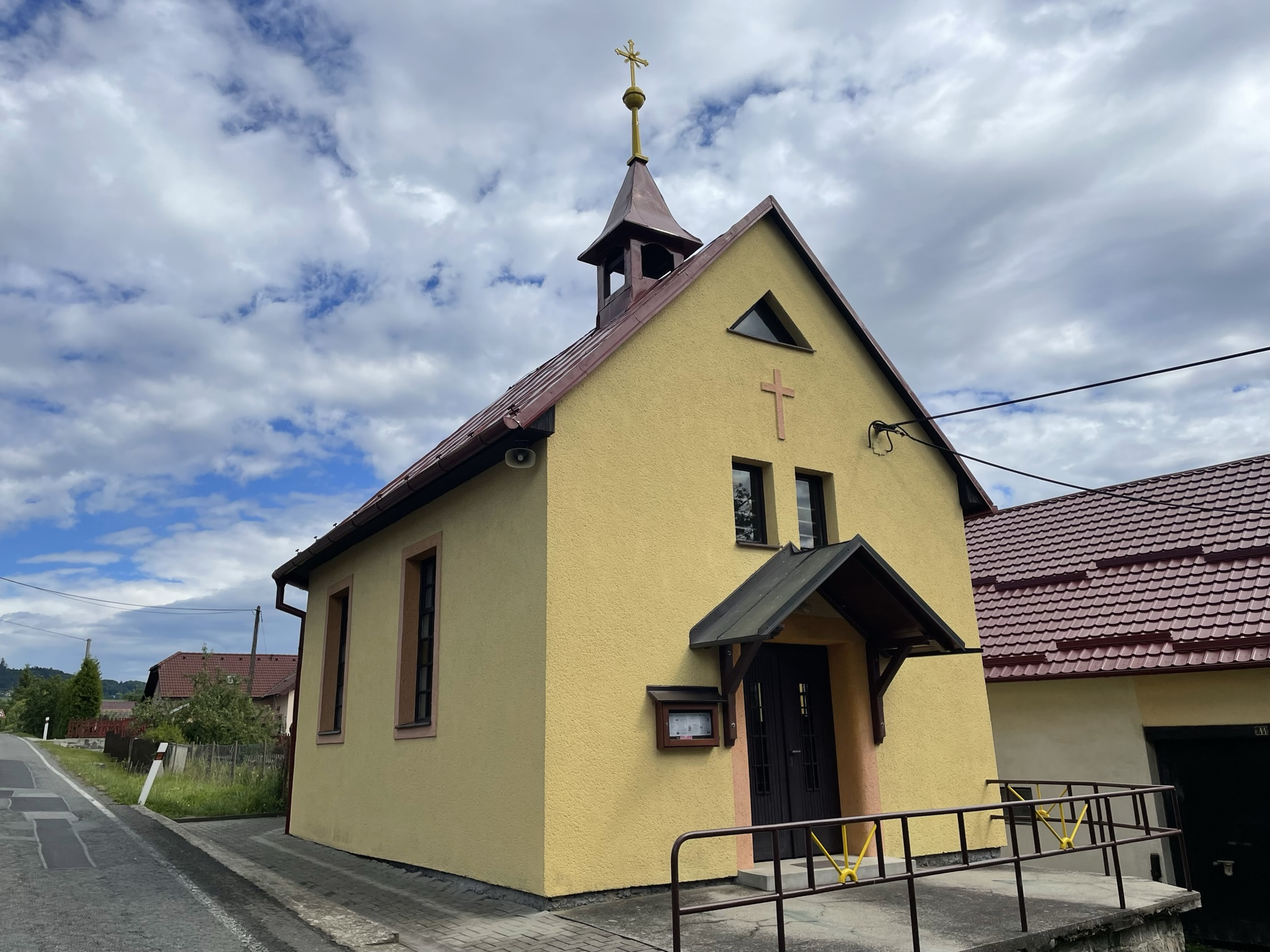
Kaple Panny Marie pomocnice křesťanů
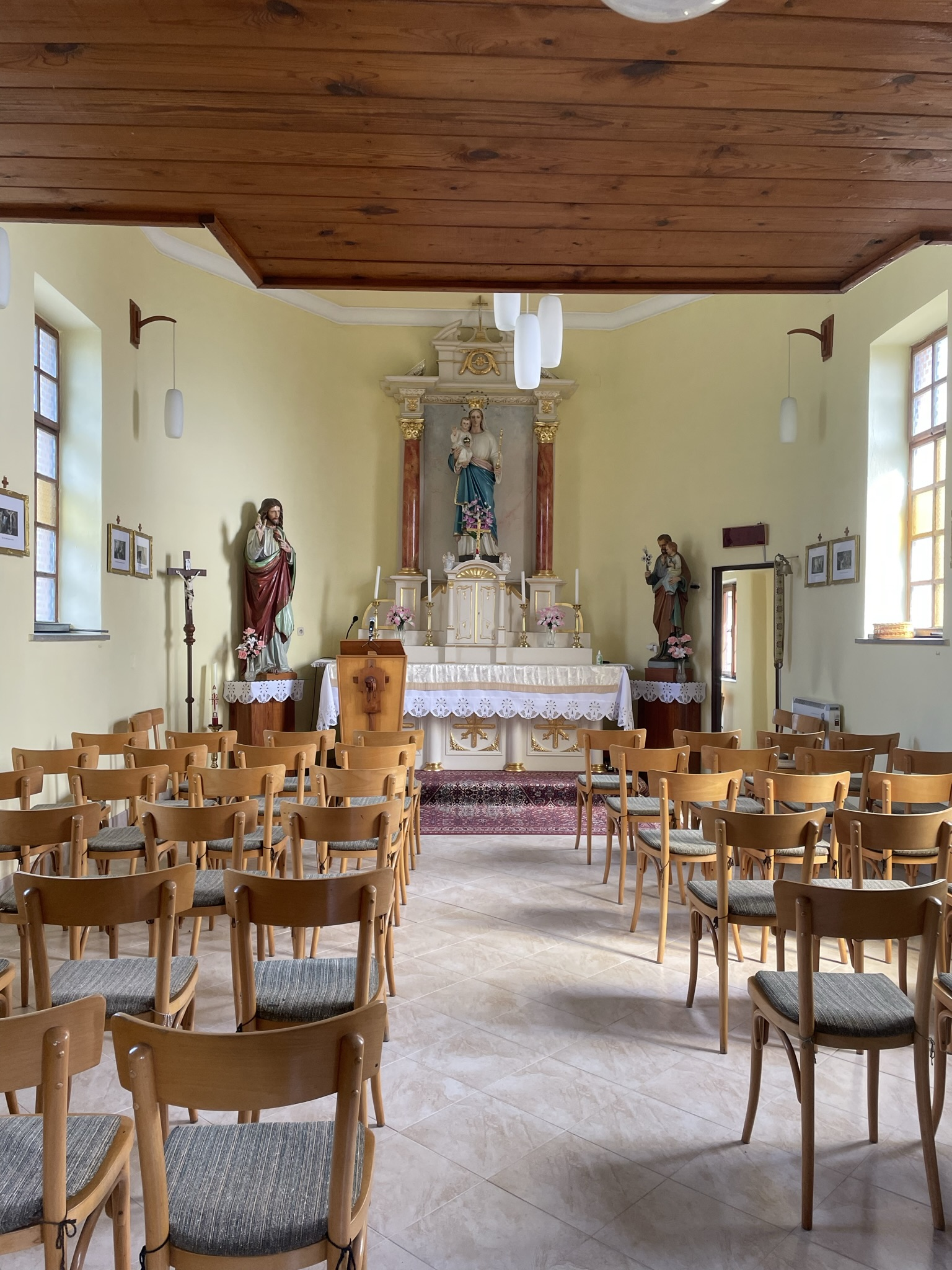
Interiér kaple
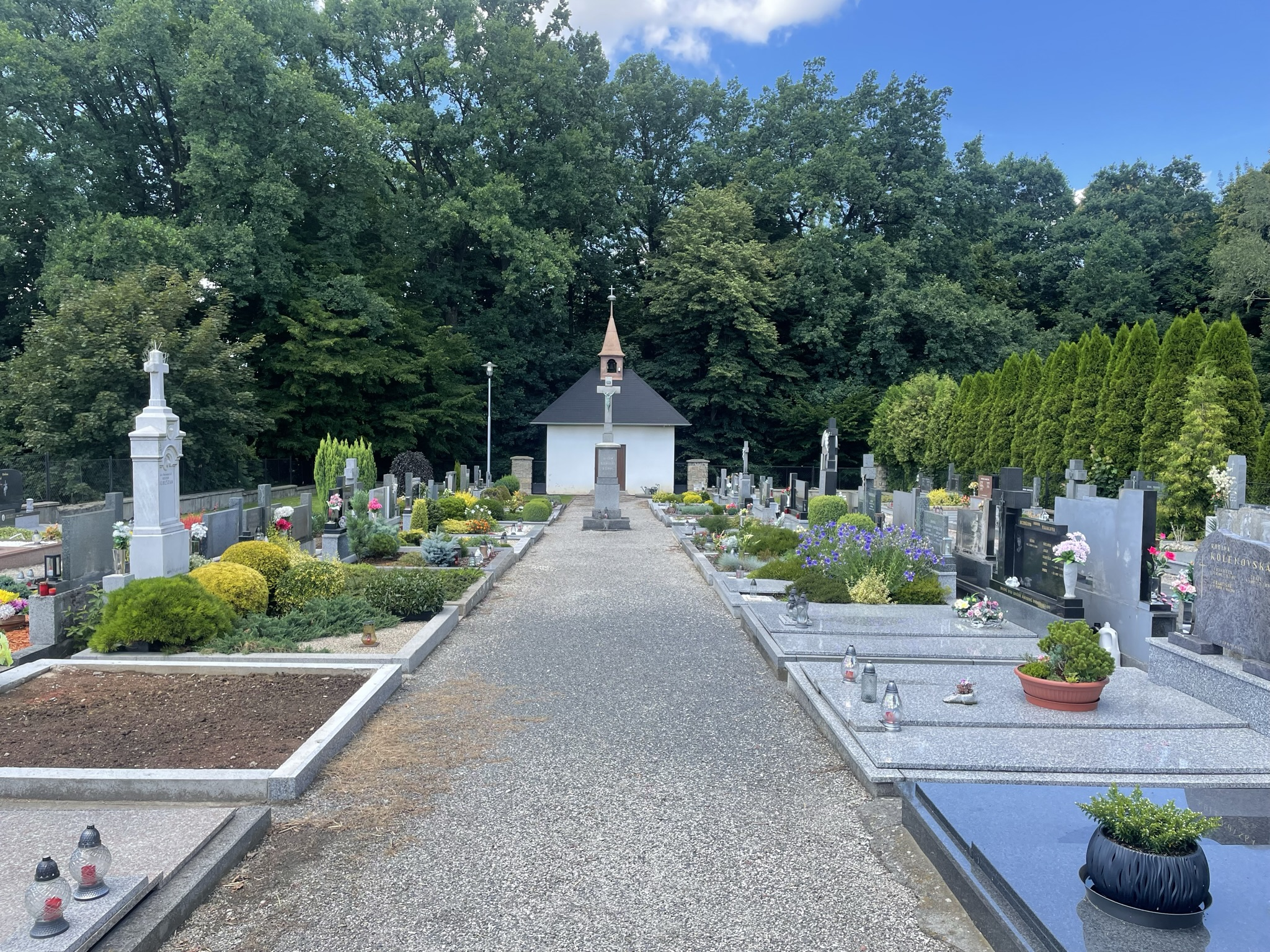
Hřbitov